# Frații Grimm
Frații Grimm (în germană Gebrüder Grimm), Jacob (1785–1863) și Wilhelm Grimm (1786–1859), au fost folcloriști, lingviști, filologi, doctori în drept, cunoscuți în toată lumea pentru colecția de basme publicată în două volume, care conține, printre altele, Albă ca zăpada, Croitorașul cel viteaz, Cenușăreasa, Scufița roșie și Hansel și Gretel (primul volum a apărut în 1812, iar al doilea volum în 1814). Poveștile scrise de cei doi frați au încântat copilăria multor generații, devenind pretexte cuceritoare pentru diverse ecranizări și dramatizări. Frații Grimm și-au adus contribuția la formarea limbii germane, în special prin dicționarul Deutsches Wörterbuch (Cartea cu cuvinte germane) pe care l-au scris împreună și prin prima carte de fonetică/fonologie a limbii germane, Legea lui Grimm, scrisă doar de Jacob. Dicționarul Fraților Grimm avea 33 de volume și cântărea 84 kg.

## Biografie

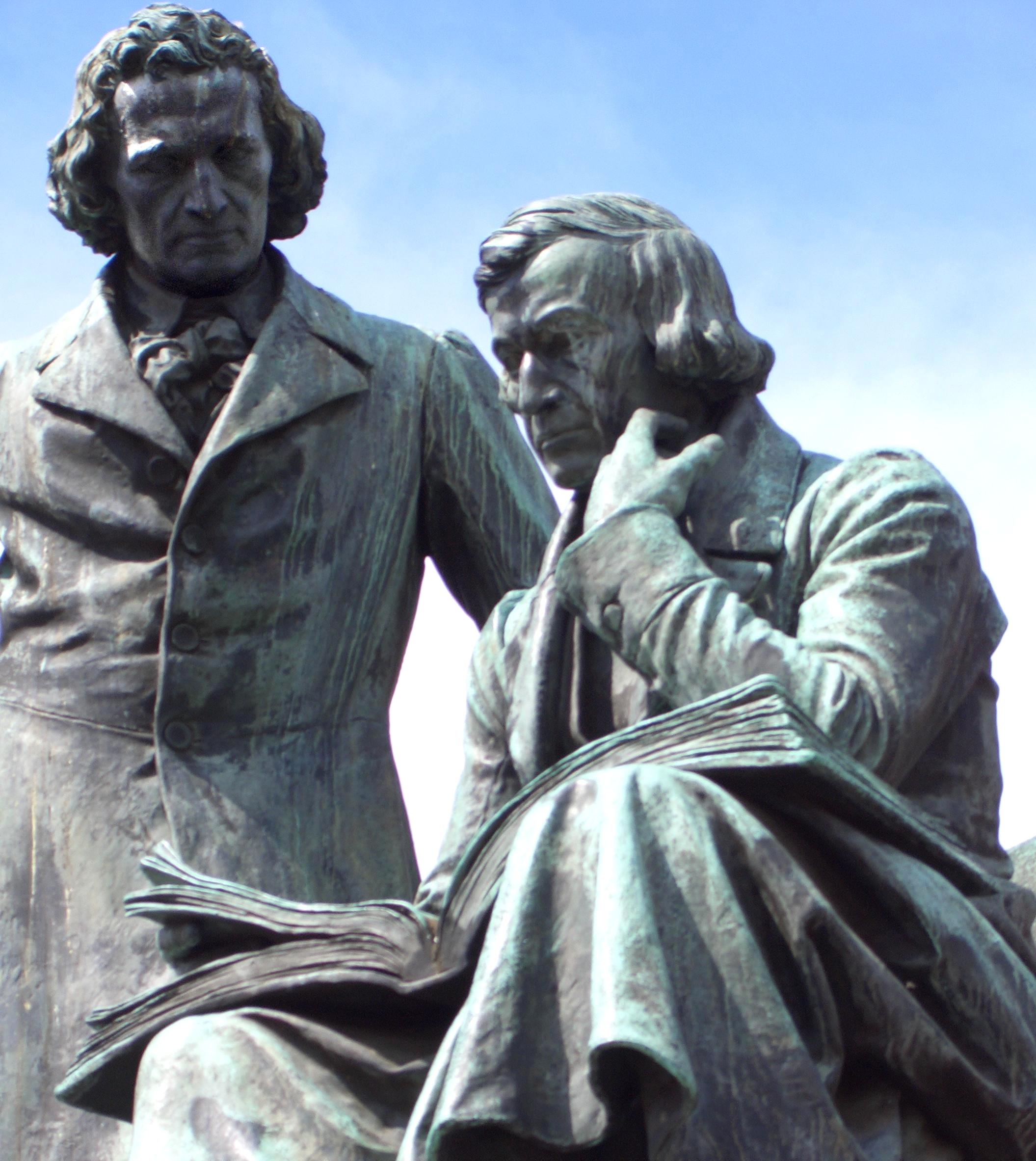
Monumentul fraților Grimm din Hanau

Jacob Ludwig Carl Grimm (n. 4 ianuarie 1785 – d. 20 septembrie 1863) și Wilhelm Carl Grimm (n. 24 februarie 1786 – d. 16 decembrie 1859) s-au născut în orașul Hanau situat în apropiere de Frankfurt, Germania, într-o familie cu nouă copii, dintre care au supraviețuit doar șase: Jacob, Wilhelm, Carl Friedrich Grimm (1787-1852), Ferdinand Philipp Grimm (1788-1844), Ludwig Emil Grimm (1790-1864) și Charlotte (Lotte) Amalie Grimm (1793-1833).
Părinții lor erau Philipp Wilhelm Grimm, jurist, și Dorothea Grimm, născută Zimmer, fiica unui consilier orășenesc din Kassel. Familia Grimm era originară din Regatul Saxoniei, bunicii fraților Grimm fiind de confesiune reformată.
Cei doi frați și-au petrecut anii copilăriei în orașele germane Hanau și mai apoi Steinau. Moartea tatălui în 1796, când Jacob era în vârstă de unsprezece ani, iar Wilhelm zece, a adus o sărăcie lucie pentru familie și i-a afectat pe frați pentru mulți ani.
Au urmat cursurile Universității din Marburg, unde istoricul și juristul Friedrich Carl von Savigny le-a aprins interesul pentru filologie și studii germanice — un domeniu în care sunt considerați a fi pionieri — și în acelaș timp le-a dezvoltat o curiozitate pentru folclor, care a crescut într-o pasiune de o viață pentru culesul basmelor germane.

## Opere

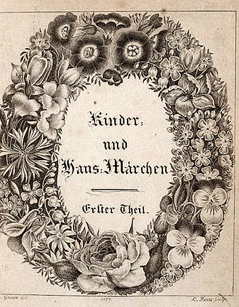
Coperta primului volum de povești al Fraților Grimm (1812)

La 20 decembrie 1812 Frații Grimm au publicat primul volum din colecția de basme Kinder- und Hausmärchen („Povești pentru copii și familie”), conținând 86 de povești; al doilea volum, conținând alte 70 de povești, a apărut în 1814.
Apariția romantismului în secolul al 19-lea a reîmprospătat interesul pentru poveștile din folclor și a reprezentat o formă pură de literatură și cultură națională pentru cei doi frați. Cu scopul de a întocmi un tratat academic asupra basmelor populare, frații au stabilit o metodologie pentru culegerea și înregistrarea acestora, metodologie care a devenit baza studiilor folclorice. Prima lor culegere a fost revizuită și publicată de mai multe ori între anii 1812 și 1857, crescând de la 86 de povești până la mai mult de 200. Pe lângă scrierea și adaptarea basmelor, frații au scris culegeri respectate de mitologie germană și scandinavă iar în 1808 au început să lucreze la un dicționar german de referință (Deutsches Wörterbuch – Cartea cu cuvinte germane – 33 de volume cântărind 84 kg), care, însă, a rămas neterminat până la sfârșitul vieților lor. Jacob Grimm a publicat prima carte de fonetică/fonologie a limbii germane - Legea lui Grimm.
Popularitatea poveștilor culese de frații Grimm a rămas intensă mult timp după dispariția lor fizică. Acestea pot fi citite în mai mult de 100 de traduceri și au fost adaptate de cineaști precum Lotte Reiniger, și Walt Disney, cu filmele „Albă ca zăpada și cei șapte pitici” ("Snow White and the Seven Dwarfs") și „Frumoasa adormită” ("Sleeping Beauty"), printre altele. Spre mijlocul secolului XX poveștile au fost folosite în scopuri propagandiste de către cel de-al Treilea Reich. Mai târziu, în același secol, psihologi precum Bruno Bettelheim au reafirmat valoarea basmelor fraților Grimm, în ciuda cruzimii și violenței din versiunile originale ale unora dintre basme (ce au fost de atunci adaptate în acest sens).

### Basme
| - Prințul fermecat (Der Froschkönig oder der eiserne Heinrich) - Prieteșugul dintre șoarece și pisică (Katze und Maus in Gesellschaft) - Copilul Mariei (Marienkind) - Povestea unuia care nu știa ce-i aia groaza (Von einem, der auszog, das Fürchten zu lernen) - Lupul și cei șapte iezi (Der Wolf und die sieben jungen Geißlein) - Johann cel credincios (Der treue Johannes) - Cei doisprezece frați (Die zwölf Brüder) - Frățior și surioară (Brüderchen und Schwesterchen) - Sălățica (Rapunzel) - Cele trei torcătoare (Die drei Spinnerinnen) - Hansel și Gretel (Hänsel und Gretel) - Șarpele Alb (Die weiße Schlange) - Firul de pai, tăciunele și bobul de fasole (Strohhalm, Kohle und Bohne) - Pescarul și soția sa (Von dem Fischer und seiner Frau) - Croitorașul cel viteaz (Das tapfere Schneiderlein) - Cenușăreasa (Aschenputtel) - Ghicitoarea (Das Rätsel) - Fântâna fermecată (Frau Holle) - Cei șapte corbi (Die sieben Raben) - Scufița Roșie (Rotkäppchen) - Muzicanții din Bremen (Die Bremer Stadtmusikanten) - Cele trei fire de aur ale lui Scaraoțchi (Der Teufel mit den drei goldenen Haaren) - Hans cel mintos (Der gescheite Hans) - Elisa cea Deșteaptă (Die kluge Else) - Masă, așează-te! (Tischchen deck dich, Goldesel und Knüppel aus dem Sack) - Prichindel (Daumesdick) - Spiridușii cizmari (Die Wichtelmänner) - Bătrânul Sultan (Der alte Sultan) - Cele șase lebede (Die sechs Schwäne) - Frumoasa adormită (Dornröschen) - Pasăre-găsită (Fundevogel) - Împăratul Cioc-de-Sturz (König Drosselbart) - Albă ca zăpada (Schneewittchen) - Fata morarului (Rumpelstilzchen) - Pasărea de aur (Der goldene Vogel) - Cei doi frați (Die zwei Brüder) - Crăiasa albinelor (Die Bienenkönigin) - Gâsca de aur (Die goldene Gans) - Piele de măgar (Allerleirauh) - Cei doisprezece vânători (Die zwölf Jäger) - Jorinde și Joringel (Jorinde und Joringel) - Cum a luat cunoștință lupul de voinicia omului (Der Wolf und der Mensch) | - Lupul și vulpea (Der Wolf und der Fuchs) - Vulpea și pisica (Der Fuchs und die Katze) - Bunicul și nepotul (Der alte Großvater und der Enkel) - Hans cel norocos (Hans im Glück) - Vulpea și gâștele (Der Fuchs und die Gänse) - Privighetoarea cea cântătoare și jucăușă ( Das singende, springende Löweneckerchen) - Uriașul cel tânăr (Der junge Riese) - Fata moșului cea cuminte (Die kluge Bauerntochter) - Apa vieții (Das Wasser des Lebens) - Spiritul din sticlă (Der Geist im Glas) - Blană de urs (Der Bärenhäuter) - Calfă de morar și pisică (Der arme Müllerbursch und das Kätzchen) - Cei doi drumeți (Die beiden Wanderer) - Hans, ariciul meu (Hans mein Igel) - Vânătorul cel iscusit (Der gelernte Jäger) - Croitorașul cel isteț (Vom klugen Schneiderlein) - Flacăra albastră (Das blaue Licht) - Feciorul de crai care nu se temea de nimic (Der Königssohn, der sich vor nichts fürchtet) - Varza fermecată (Der Krautesel) - Cei trei frați (Die drei Brüder) - Scaraoțchi și bunică-sa (Der Teufel und seine Großmutter) - Ferdinand cel credincios și Ferdinand cel necredincios (Ferdinand getreu und Ferdinand ungetreu) - Cele patru meșteșuguri iscusite (Die vier kunstreichen Brüder) - Pomul cu merele de aur (Einäuglein, Zweiäuglein und Dreiäuglein) - Vulpea și calul (Der Fuchs und das Pferd) - Cei șase slujitori (Die sechs Diener) - Hans cel de fier (Der Eisenhans) - Muntele Simeli (Simeliberg) - Cei doisprezece servitori leneși (Die zwölf faulen Knechte) - Ploaia de stele (Die Sterntaler) - Nalba și Răsura (Schneeweißchen und Rosenrot) - Racla de cleștar (Der gläserne Sarg) - Pasărea Greif (Der Vogel Greif) - Hans cel voinic (Der starke Hans) - Căsuța din pădure (Das Waldhaus) - Păzitoarea de gâște (Die Gänsehirtin am Brunnen) - Darurile piticilor (Die Geschenke des kleinen Volkes) - Mireasa cea adevărată (Die wahre Braut) - Iepurele și ariciul (Der Hase und der Igel) - Acul, fusul și suveica (Spindel, Weberschiffchen und Nadel) - Țăranul și Diavolul (Der Bauer und der Teufel) |